# Lenguas akánicas

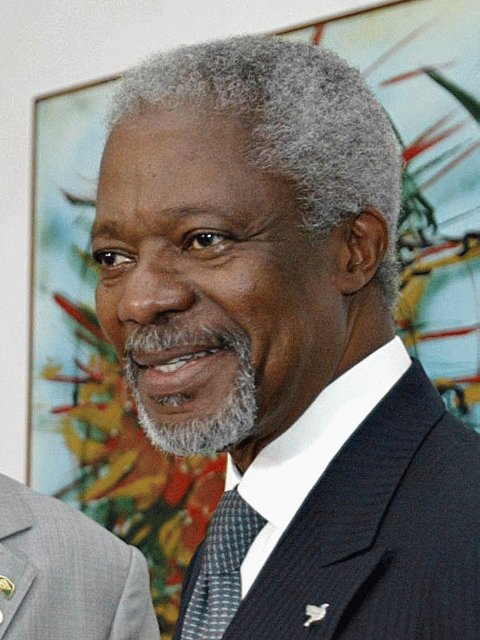
El exsecretario de las Naciones Unidas, Kofi Annan era, sin duda, el hablante de akan más conocido. Su nombre "Kofi" significa "niño nacido en viernes".

El akan o akánico constituye un grupo de variedades dialectales relacionadas con mayor o menor grado de inteligibilidad, que pertenecen al grupo potou-tano de las lenguas kwa (Níger-Congo centro-meridional). Es hablado principalmente en Ghana y Costa de Marfil. Está formado por un grupo de dialectos similares que se pueden entender entre sí. Debido a que las diferentes variedades akánicas pueden diferir entre sí notablemente, a veces se habla de lenguas akánicas.
Las instituciones educativas de Ghana compilaron una lista de 20 000 palabras con ortografía unificada. También existen los símbolos adinkra, antiguos ideogramas ornamentales.
Este idioma llegó a América del Sur, particularmente a Surinam, con el tráfico de esclavos. Los descendientes de esclavos que se fugaron hacia el interior de Surinam todavía utilizan una forma del akan; esto incluye la costumbre de dar nombre a los niños a partir del día de la semana que nacen, por ejemplo, Kwasi para un varón y Kwasiba para una niña nacidos un domingo. 
Actualmente, la variedad akánica twi es uno de los principales idiomas promovidos por el gobierno de Ghana.

## Variedades del akánico
Diversos grupos étnicos akánicos hablan diferentes variedades. Incluso grupos étnicos que absorbieron poblaciones akánicas ahora hablan variantes del akan. Uno de los bloques dialectales más importantes dentro del akánico es el twi-fante. Las principales variedades del akánico son:
- Twi asante (Ashanti)
- Twi akuapem (Akwapem)
- Akyem
- Agona (frecuentemente considerado parte del fante)
- Kwahu
- Wassa
- Fante (fanti o mfantse: anomabo, abura, gomua), hablado en la costa oriental de Ghana.
- Brong, hablado en el oeste del centro de Ghana y a lo largo de la frontera con Costa de Marfil.

### Distribución mundial de hablantes de lenguas akánicas.
| Lenguas akánicas | Lenguas akánicas          | Lenguas akánicas |
| ---------------- | ------------------------- | ---------------- |
| Grupo            | País                      | Población        |
| Akan             | Canadá                    | 600              |
| Akan             | Dinamarca                 | 1900             |
| Akan             | Finlandia                 | 1300             |
| Akan             | Ghana                     | 4 771 000        |
| Akan             | Italia                    | 49 000           |
| Akan             | Costa de Marfil           | 390 000          |
| Akan             | Países Bajos              | 18 000           |
| Akan             | Noruega                   | 1900             |
| Akan             | Togo                      | 86 000           |
| Akan             | Liberia                   | 95 000           |
| Akan             | Reino Unido               | 27 000           |
| Akan             | Estados Unidos de América | 78 000           |
| Akan - ahafo     | Ghana                     | 107 000          |
| Akan - akwamu    | Ghana                     | 67 000           |
| Akan - akwapem   | Ghana                     | 778 000          |
| Akan - akyem     | Ghana                     | 1 021 000        |
| Akan - asen      | Ghana                     | 177 000          |
| Akan - dankyira  | Ghana                     | 154 000          |
| Akan - fante     | Ghana                     | 3 405 000        |
| Akan - fante     | Costa de Marfil           | 26 000           |
| Akan - kwawu     | Ghana                     | 551 000          |